# Božena Elšlégrová-Puklová
Božena Elšlégrová-Puklová v matrice Božena Josefa Antonie (17. prosince 1868 Praha-Nové Město – 1950 Praha) byla česká operní zpěvačka a sociální pracovnice.

## Životopis
Zdroje uvádí chybný rok narození 1869. Její rodiče byli Josef Pukl advokátní koncipient v Praze a Mathilda Puklová-Janoušková ze Žampachu. Měla sestru MUDr. Josefu Puklovou (28. 1. 1878). Za manžela měla Antonína Emila Elschlegera (11. 9. 1866 Beroun) profesora pražské konzervatoře.
Jako operní zpěvačka vystupovala také na divadlech v Německu. Později byla aktivní v různých spolcích. Roku 1907 vystoupila z církve římskokatolické. Bydlela v Praze IV, Loretánské náměstí 3.

### Repertoár[4]
Pěvecký spolek Dalibor ve Slaném uspořádal v divadle 12. a 13. října 1907 dva večery písní. Oběma předcházela přednáška pana Antonína Elšlégra, profesora hudby, písně pěla jeho choť pí Božena Elšlégrová-Puklová.
První večer věnován písni předklasické, klasické a romantické s tímto pořadem: 1. P. A. Schulz: Květinářka, W. A. Mozart: Výstraha, L. v. Beethoven: Mignon – 2. K. Loewe: Vodník, F. Schubert: Král duchů – 3. F. Mendelsson: Suleika, R. Schumann: Vzkázání, Ad. Jensen: Lesní rozhovor – 4. R. Franz: Podzim, F. Liszt: Ty jsi jak něžný kvítek, P. Cornelius, Pojď v tu měsíce záplavu bílou! – 5. E. Grieg: Píseň Solvejgy, J. Brahms: O věčné lásce; Dostaveníčko
Druhý večer věnován písni moderní a písni v národním slohu: 1. Z. Fibich: Mignon, B. Smetana: Píseň, A. Dvořák: Biblické písně – 2. C. Chaminade: Berceuse, J. Massenet: Ouvres tes yeux bleux – 3. P. I. Čajkovski: Mignon, A. Rubinstein: Asra – 4. R. Strauss: Sen v soumraku, R. Straus: Cecilia, H. Wolf: Mignon – 5. V. Novák: Údolí nového království. I. Prolog. II. Studny nadějí. III. Skonejšení. IV. Epilog

### Spolková činnost[5]
Pracovala ve spolku Ženská národní rada (ŽNR), kde měla na starosti odbor č. 16. Společenský.
V Bělehradě 15. až 19. května 1931 se jako delegátka zúčastnila studijní konference pro mír a odzbrojení spolu s předsedkyní Plamínkovou, Lolou Hanouskovou [pracovnice mírového hnutí], Miladou Kovačovou-Štanclovou a Annou Schmolkovou.
Ve stejném roce se jako delegátka ŽNR zúčastnila 26. až 31. července ve Vídni kongresu mezinárodní federace International Federation of Busines and Professional Women (federace výdělečně činných žen). Spolu s předsedkyní Plamínkovou a Vlastou Vostřebalovou zde připravovaly vytvoření československé pobočky.
Roku 1932 byla zvolena valnou hromadou do výboru Společnosti Dostojevského při Slovanském ústavu. Téhož roku v Lisabonu, na XIII. sjezdu Fédération Interalliée Des Anciens Comabttants (federace veteránů první světové války), jako předsedkyně Československého ženského FIDACu byla zvolena mezinárodní předsedkyní této organizace.
Pracovala i v jiných spolcích, např. v Minervě a pomocném ruském komitétu města Prahy.